# Abraham Lissauer
Abraham Lissauer, född 29 augusti 1832 i Berent, Westpreussen, död 29 september 1908, var en tysk antropolog och arkeolog. Han var far till Heinrich Lissauer.
Lissauer verkade länge som läkare i Danzig och var sedan 1892 bosatt i Berlin. Han var lång tid själen i Berliner Gesellschaft für Anthropologie, Ethnologie und Urgeschichte; han var sällskapets bibliotekarie och tidvis dess ordförande. Av honom ordnades och katalogiserades sällskapets vidlyftiga bibliotek, redaktionen av "Zeitschrift für Ethnologie" ålåg till en stor del honom, och han utarbetade tidskriftens andra vidlyftiga generalregister.
Bland Lissauers skrifter märks Crania prussica (i "Zeitschrift für Ethnologie", 1874, 1878), Die prähistorischen Denkmäler der Provinz Westpreussen (1887), Altertümer der Bronzezeit der Provinz Westpreussen und der angrenzenden Länder (1891) samt de vidlyftiga Prähistorische Typenkarten der deutschen anthropologischen Gesellschaft. Han skrev bland annat även många reseberättelser från kongresser.